# Comité Olímpico Caboverdiano
El Comité Olímpico de CaboVerdiano (COC) es miembro del Comité Olímpico Internacional y como Comité Olímpico Nacional organiza los eventos olímpicos en Cabo Verde, supervisa y organiza los deportes que tendrán la representación del país en los Juegos Olímpicos. Fue creado en 1989, pero el reconocimiento del Comité Olímpico Internacional llegó cuatro años más tarde (1993)
, forma parte de la Asociación de los Comités Olímpicos Nacionales de África y es miembro fundador de la Asociación de los Comités Olímpicos de Lengua Oficial Portuguesa.

## Federaciones
Lista de las federaciones de deportes olímpicos afiliadas al COC:
- Federación Cabo-Verdiana de Balonmano
- Federación Cabo-Verdiana de Atletismo
- Federación Cabo-Verdiana de Baloncesto
- Federación Cabo-verdiana de Boxeo
- Federación Cabo-verdiana de Ciclismo
- Federación Cabo-Verdiana de Fútbol
- Federación Cabo-verdiana de Gimnasia
- Federación Cabo-Verdiana de Taekwondo
- Federación Cabo-verdiana de Ténis
- Federación Cabo-verdiana de Ténis de mesa
- Federación Cabo-Verdiana de Voleibol
- Federación Cabo-verdiana de Natación
- Federación Cabo-verdiana de Surf